# Ла-Сарса (Бадахос)
Ла-Сарса (ісп. La Zarza) — муніципалітет в Іспанії, у складі автономної спільноти Естремадура, у провінції Бадахос. Населення — 3621 особа (2010).
Муніципалітет розташований на відстані близько 280 км на південний захід від Мадрида, 65 км на схід від Бадахоса.

## Демографія
Динаміка населення (INE ):